# Julián Henríquez Caubín
Julián Henríquez Caubín (Arucas, 19 de setembre de 1907-Ciutat de Mèxic, 30 de gener de 1979) va ser un polític, advocat i militar espanyol.

## Biografia
Va néixer en la localitat gran canària d'Arucas en 1907. Va iniciar estudis superiors a la Universitat de La Laguna, encara que els continuaria a la Universitat Central de Madrid —on en 1932 es llicenciaria en dret. Membre del Partit Comunista d'Espanya (PCE), va ser empresonat en diverses ocasions per activitats polítiques. Durant el període de la Segona República va arribar a ostentar llocs rellevants en l'administració de l'estat.
Després de l'esclat de la Guerra civil es va integrar en el Batalló «Canàries», ajudant a organitzar les milícies del Cinquè Regiment. Posteriorment es va diplomar com a oficial d'Estat Major a l'Escola Popular de Guerra. Al llarg de la contesa seria cap d'Estat Major en la 37a Brigada Mixta i posteriorment en la 35a Divisió Internacional. Arribaria a aconseguir la graduació de tinent coronel. Com a cap d'Estat Major de la 35a Divisió —composta per diverses Brigades Internacionals— va tenir un paper rellevant durant la batalla de l'Ebre. Les seves capacitats van ser elogiades pel general Vicent Rojo Lluch. Al final de la guerra va passar a França al costat de la resta de l'Exèrcit.
Es va exiliar a Mèxic, on va aconseguir refer la seva vida. Arribaria a ser docent en la Universitat Nacional Autònoma de Mèxic (UNAM).

## Obres
- —— (1944). La Batalla del Ebro. Ciudad de México: Unda y García.[5]